# 赤城县
赤城县是中华人民共和国河北省张家口市东北部下辖的一个县，县人民政府驻赤城镇政府街1号。
赤城县位于白河上游，邻接北京市怀柔区和延庆区。南北气候差异较大，昼夜温差悬殊，年均温只有5.7℃。

## 历史
北魏太和年间，为防御柔然而设置御夷镇，位于赤城县北。
明代，赤城为万全都指挥使司统领的赤城堡（都指挥使司简称都司，为明代设置的地方最高军事机构，统领卫、所、堡，构成一方军事防御体系）。《明史》载：“赤城堡于宣德五年（公元1430年）六月置。堡东有赤城山，又有东河，其为通州（今北京市通州区）白河之上游。”
清朝康熙三十二年（1694年）改为赤城县。

## 人口
截至2021年6月，赤城县户籍总人口29.3万人。

## 资源
农产品有谷子、玉米、高粱、马铃薯、莜麦等。山区林牧业较发达。矿产有煤、铁、石棉、铜等。工业有建材、采矿、机械、化肥等。

## 行政区划
赤城县下辖9个镇、9个乡：
赤城镇、田家窑镇、龙关镇、雕鹗镇、独石口镇、白草镇、龙门所镇、后城镇、东卯镇、炮梁乡、大海陀乡、镇宁堡乡、马营乡、云州乡、三道川乡、东万口乡、茨营子乡和样田乡。

## 交通
- 112国道、 239国道、 335国道过境。

## 名胜古迹
- 赤城温泉：古称汤泉，以群泉形式溢出，在赤城县城西6.5公里处，泉水分布于西南东北向的沟谷中。现已成为集疗养、旅游、会议为一体的度假之地。
- 重光塔：原名普济寺塔,位于张家口市赤城县龙关镇内，为河北省文物保护单位。
- 独石口：位于赤城县城北50公里处，城南有一特大孤石，城北是长城隘口，古代是外长城南北出入的交通要道。

## 著名事件
- 著名电影导演张艺谋于1999年拍摄的影片《一个都不能少》，就是在赤城县镇宁堡乡的水泉村拍摄完成的。